# Star Trader (videogioco 1984)
Star Trader è un videogioco di commercio spaziale, con sequenze in prima persona di combattimento tra astronavi, pubblicato nel 1984 per Commodore 64 e ZX Spectrum dalla Bug-Byte.

## Modalità di gioco
Il gioco si svolge in un sistema di otto pianeti colonizzati dall'uomo, identificati solo dal numero. Il giocatore è nei panni dell'unico pilota di astronave da carico rimasto a commerciare in questo sistema infestato dai pirati e il suo obiettivo è fare punteggio accumulando denaro e merci ed eliminando pirati. Nella versione Commodore 64 possono partecipare anche 2-8 giocatori alternandosi periodicamente. Si può iniziare una partita normale, con la nave vuota e una scorta di denaro, oppure allenarsi direttamente in una battaglia.
Ci sono otto tipi di merci che su ogni pianeta possono avere un prezzo diverso, sempre visualizzabile da una schermata di rapporto su tutto il sistema; il giocatore guadagna comprando dove il prezzo è basso e rivendendo dove è alto. I pianeti, sostanzialmente uguali tra loro, sono dotati di uno spazioporto per partire o riparare la nave, negozi specifici dove comprare o vendere ciascuna merce, un negozio per i rifornimenti, albergo e pub. È presente lo scorrere del tempo e tutti i luoghi hanno orari di chiusura.
Quando si è a terra, sulla sinistra dello schermo si ha un'immagine statica del luogo attuale o un primo piano del commerciante con cui si sta parlando, mentre sulla destra si hanno informazioni e menù controllati da tastiera.
I viaggi tra pianeti avvengono con visuale tridimensionale in prima persona dall'abitacolo della nave; il giocatore può pilotare e vedere i conseguenti spostamenti tridimensionali dei corpi celesti, ma in realtà questa fase è solo un intermezzo grafico, e dopo un certo tempo si arriva automaticamente a destinazione. In viaggio c'è il rischio di incontrare i pirati, che pretendono il pagamento di un quarto del carico. In alternativa si può scegliere di combatterli, se è stata acquistata in precedenza un'arma laser e relative batterie. I controlli in battaglia sono limitati a virare in tutte le direzioni e sparare, cercando di eliminare tutte le navi nemiche. L'arma ha munizioni limitate ma si autoricarica lentamente; la nave è protetta da scudi direzionali, e se subisce tre colpi sullo stesso lato la partita termina con la sua distruzione, ma c'è anche l'opzione per arrendersi durante la battaglia.
All'arrivo su un pianeta si passa alla dogana, dove si può scegliere se dichiarare tutte le merci e pagare tasse, oppure mentire o corrompere l'ufficiale, con il rischio di multe e incarcerazioni. Il personaggio ha anche la necessità di spendere per mangiare, mentre dormire in albergo riduce il rischio di subire rapine. Altrimenti si indebolisce fino anche alla morte e al game over. I pianeti con scarsità di qualche merce soffrono l'inflazione, che il giocatore può sfruttare, tuttavia nei casi gravi possono scoppiare rivolte e anche queste possono causare la morte immediata del personaggio.

## Colonna sonora
La colonna sonora, solo su Commodore 64, è il Preludio e fuga a 4 voci in Re maggiore di Bach.

## Accoglienza
La stampa di settore britannica recensì spesso la versione Spectrum, di solito con giudizi medi. La versione Commodore 64 fu perlopiù ignorata dalla stampa.